# Ehemalige Pfarrkirche Stockern

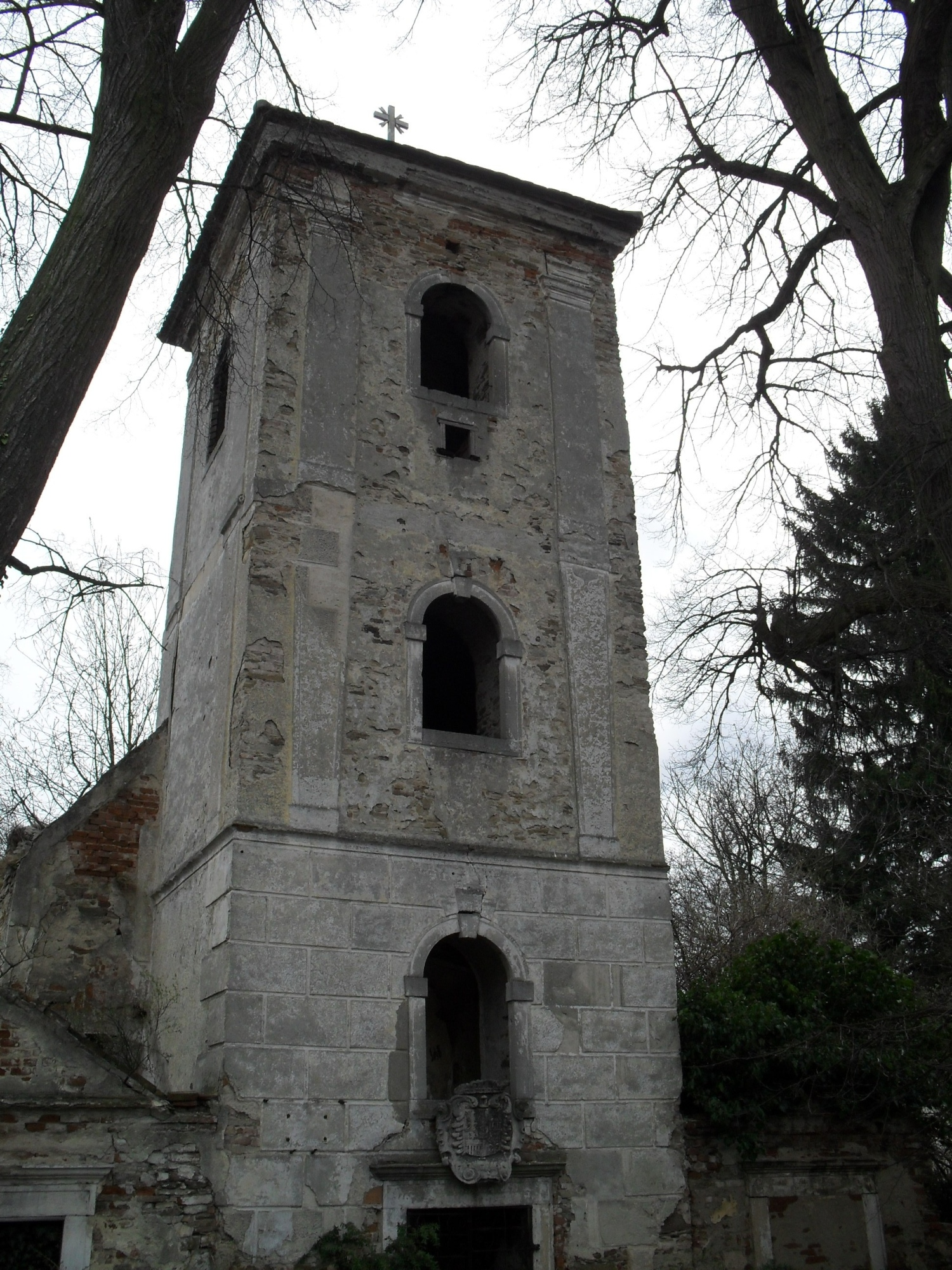
Ruine der Veitskirche

Die ehemalige römisch-katholische Pfarrkirche Stockern ist eine Kirchenruine in der Waldviertler Ortschaft Stockern in der Gemeinde Meiseldorf im Bezirk Horn in Niederösterreich. Sie war dem heiligen Vitus geweiht.

## Geschichte
1314 wurde die Pfarre erstmals urkundlich erwähnt. Im 18. Jahrhundert bestand die St.-Veits-Kirche aus einem gotischen Chor, einem barocken Langhaus und dem Westturm. 1763 schuf Ignaz Casparides aus Znaim eine neue Orgel für die Kirche.
Nachdem die Kirche durch Überschwemmungen und Feuchtigkeit immer desolater wurde, entschloss man sich 1907 zum Bau einer neuen Pfarrkirche (Hl. Herz Jesu) und ließ die alte verfallen.
Drei aus der alten Pfarrkirche stammende Gemälde des Kremser Schmidt wurden zur Finanzierung des Kirchenneubaus nach Wien verkauft und von Erzherzog Franz Ferdinand für die Neue Hofburg erworben.